# S/2003 (283) 1
S/2003 (283) 1 é o satélite natural do asteroide localizado no cinturão principal denominado de 283 Emma.

## Descoberta e nomeação
Esse objeto foi descoberto no dia 14 de julho de 2003, pelos astrônomos W. J. Merline, C. Dumas, N. Siegler, L. M. Close, C. R. Chapman, P. M. Tamblyn, D. Terrell, A. Conrad, F. Menard, e G. Duvert usando observações do telescópio de óptica adaptativa do W. M. Keck II Telescope, em Mauna Kea, Havaí, EUA. Sua descoberta foi nunciada em 27 de julho de 2003. Ele recebeu a designação provisória de S/2003 (283) 1.

## Características físicas e orbitais
Esse objeto possui uma órbita com um semieixo maior de cerca de 581 km com uma excentricidade de 0,12. Esse corpo celeste tem um diâmetro estimado de cerca de 9 ± 5 km.